# Ибрагим бин Хакк бин Мухаммад аль-Кырыми
Ибрагим бин Хакк бин Мухаммад аль-Кырыми, Ибрагим аль-Кырыми также известный как Татарский Шейх (шейх ат-татар «Ака Киримі» (умер 12 марта 1593, Стамбул) — крымскотатарский исламский ученый, суфий.

## Биография
Точная дата и место рождения аль-Кырыми неизвестны. Отец Ибрагима, суфий бин Хакк Мухаммад происходил из Дешт-и-Кипчака. Сам аль-Кырыми, возможно, также родился в степном регионе, о чем может свидетельствовать дополнение к его имени — нисбу ад-Дишти («степной») у некоторых авторов. По другой версии бин Хакк Мухаммад переселился в Крым и жил там до своей смерти, поэтому аль-Кырыми, возможно, родился уже в Крыму, возможно, в степной его части.
В Крыму Ибрагим получает образование и становится одним из приближенных хана Девлета I Герая.
Впоследствии Ибрагим увидел сон про своего будущего шейха-наставника и отправился в путешествие в Стамбул, где его наставником стал шейх братства хальватийя Муслих ад-дин Нуреддин-Заде. Известно также, что кроме Стамбула он посещал Софию. В середине 1570-х (возможно, после смерти Нуреддин-Заде в 1573) аль-Кырыми на некоторое время едет в Крым, но увидев «немало притеснений и дел, противоречащих шариату» разочарованный возвращается в Стамбул (по крайней мере с 1577; возможно после смерти Девлета I Герая в 1577).
Умер 12 марта 1593 года в Стамбуле. Похоронная процессия собрала немалую толпу в которой, как пишет Мухаммад Риза, говорили о аль-Кырыми как о «том, кто приходит раз в сто лет» (сахиб аль-мийя), муджаддида («обновителя религии»).

## Дети
- 'Абд Аллах 'Афиф ад-Дин-Эфенди, сын

## Работы
Известно, что аль-Кырыми был автором большого количества трудов, но известны только шесть названий и три труда известны как минимум в одном экземпляре.
Работы, известные только по названию:
- Комментарий к суре «Ан-Нур»
- Толкование на хадис «Всевышний Бог велел дарить мне семь повторяющихся»
- Глосса на Аль-Джами' («Собрание», вероятно, компендиум достоверных хадисов аль-Бухари)

Работы, пришли к в рукописи:
- Рисала фи ль-Хакк («Послание об истине») — раскрывает особенности понимания божественного (аль-хакк — в то же время «истина» и «Истинный») как абсолютного бытия
- Рисала фи ль-куфр аль-хаккі («Послание о подлинное неверие») — излагает взгляды школы ибн 'Араби и Садр ад-Дина аль-Кунави на онтологическую природу «неверие» (куфр)
- Мавагиб ар-Рахман фи байан маратиб аль-акван са Мадаридж аль-Малик аль-Маннан фи байан ма’ридж аль-инсан («Дары Всемилостивого в объяснении уровней бытия» и «Ступеньки Всеблагого Царя в объяснении восхождения человека») (1584—10 июня 1590)[1]